# Avanà
L'Avanà è un vitigno a bacca nera. È raro e viene coltivato in Val di Susa e nel Pinerolese, nella città metropolitana di Torino.
In Savoia, dove è stato coltivato fino al XX secolo, veniva chiamato Hibou noir.

## Storia
Le prime testimonianze sono datate intorno all'anno mille, nel Cartolarium Ulcense dell'abbazia di Oulx, che nel 1088 cita una vigna di Chiomonte e nel 1201 segnala vigne a Raforn, in Val Clarea. Nel 1606 il Croce parla espressamente di un vitigno denominato Avanato.

## Caratteri morfologici

### Germoglio
Il germoglio ha apice verde giallastro, da lanuginoso a cotonoso, con le foglioline apicali spiegate, giallo verdastre con orli appena rosati; foglioline basali di colore verde chiaro giallastro talora appena sfumate di rame, inferiormente lanuginose. 

### Tralcio
Il tralcio è di colore verde chiaro. 

### Foglie
Di media grandezza o medio-grande, cuneiforme od orbicolare, a 5 lobi, di colore verde chiaro; la pagina inferiore ha lembo lanuginoso con tomento a ciuffi.

### Grappolo
A maturità è medio-grande e allungato, cilindrico oppure piramidale, alato (spesso un’ala si presenta lungamente peduncolata), normalmente spargolo. Gli acino sono medio-grandi, di forma variabile, più frequentemente sferoidale o ellissoidale; la buccia è spessa, molto pruinosa, di colore irregolare blu nero violetta. La maturazione risulta medio-precoce

## Allevamento
Essendo un vitigno ad alta vigoria, può essere soggetto ad acinellatura; la potatura suggerita è lunga per ottenere una buona fruttificazione, anche se permane una frequente alternanza. L’uva è resistente a muffa e marciume, purché ben esposta al sole. I tralci sono spesso molto lignificati.

## Vinificazione
Le uve di Avanà danno un vino fresco e fruttato, dal profumo caratteristico, leggero di corpo, di breve durata. Il colore, piuttosto scarico, ha inizialmente ottima tonalità, ma tende a degradarsi con rapidità, virando all'arancio. La varietà viene vinificata in purezza o come componente del vino a DOC Valsusa, nel quale è anche prevista la tipologia "Valsusa Avanà", e utilizzato con percentuale del 30% nell'assemblaggio del Pinerolese Ramié.
A Chiomonte è vinificato in purezza come vino di ghiaccio, con il nome di San Sebastiano. Ha «un colore rosato e sfumature dorate. In esso gli aromi di frutta esotica, si alternano a quelli di albicocca e fichi secchi, esaltati dalla piacevole freschezza e dalla dolcezza spiccata». Si presta quindi a «un fine pasto abbinato a specialità dolciarie ma si svela anche come aperitivo. Viene servito alla temperatura di 8° in calici ampi, per esaltarne le caratteristiche e la gradazione è di 13 gradi»..